# Грачово
Грачо́во (рос. Грачёво) — присілок у складі Кетовського району Курганської області, Росія. Входить до складу Колташевської сільської ради.
Населення — 237 осіб (2010, 252 у 2002).